# Specklinia feuilletii
Specklinia feuilletii är en orkidéart som beskrevs av Carlyle August Luer. Specklinia feuilletii ingår i släktet Specklinia och familjen orkidéer.
Artens utbredningsområde är Franska Guyana. Inga underarter finns listade i Catalogue of Life.